# 1430
Пізнє Середньовіччя •  Відродження •  Реконкіста •  Ганза •  Столітня війна •  Гуситські війни •  Ацтецький потрійний союз

## Геополітична ситуація
Османську державу очолює Мурад II (до 1444). Імператором Візантії є Іоанн VIII Палеолог (до 1448), а королем Німеччини Сигізмунд I Люксембург (до 1437). У Франції королює Карл VII Звитяжний.
Апеннінський півострів розділений: північ належить Священній Римській імперії, середню частину займає Папська область, південь належить Неаполітанському королівству. Деякі міста півночі: Венеція, Флоренція, Генуя тощо, мають статус міст-республік.
Майже весь Піренейський півострів займають християнські Кастилія і Леон, де править Хуан II (до 1454), Арагонське королівство на чолі з Альфонсо V Великодушним (до 1458) та Португалія, де королює Жуан I Великий (до 1433). Під владою маврів залишилися тільки землі на самому півдні.
Генріх VI є королем Англії (до 1461). У Кальмарській унії (Норвегії, Данії та Швеції) королює Ерік Померанський. В Угорщині править Сигізмунд I Люксембург (до 1437). Королем польсько-литовської держави є Владислав II Ягайло (до 1434). У Великому князівстві Литовському княжить Свидригайло Ольгердович (до 1432).
Частина руських земель перебуває під владою Золотої Орди. Галичина входить до складу Польщі. Волинь належить Великому князівству Литовському. Московське князівство очолює Василь II Темний.
На заході євразійських степів править Золота Орда. У Єгипті панують мамлюки, а Мариніди — у Магрибі. У Китаї править династія Мін. Значними державами Індостану є Делійський султанат, Бахмані, Віджаянагара. В Японії триває період Муроматі.
У Долині Мехіко править Ацтецький потрійний союз на чолі з Іцкоатлем (до 1440). Цивілізація майя переживає посткласичний період. Проходить становлення цивілізації інків.

## Події

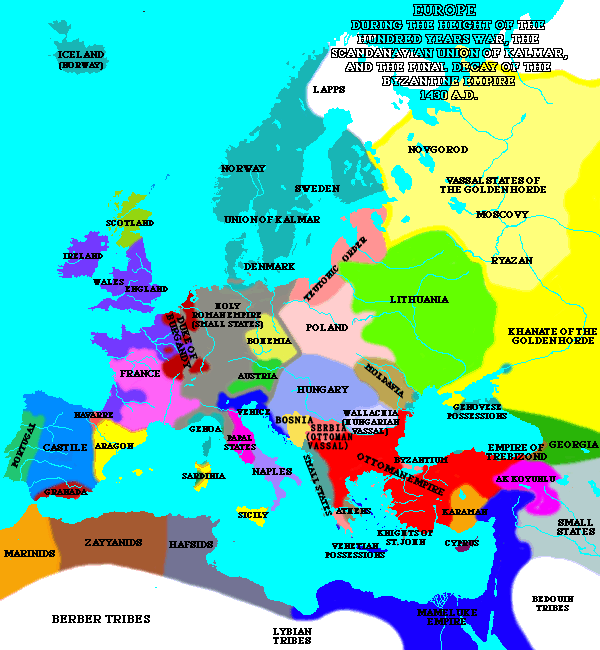
Європа 1430 року

- 4 березня у польсько-литовській державі прийнято Єдлінський привілей для шляхти.
- Великим князем Литовським після смерті Вітовта став Свидригайло Ольгердович.
- Розпочався конфлікт між московським князем Василем II Темним та Юрієм Галицьким, який отримав ярлик на московське князівство в Орді.
- 23 травня у битві при Комп'єні бургундці взяли в полон Жанну д'Арк, і згодом продали її англійцям.
- Філіп III Добрий заснував орден Золотого руна.
- Турки відібрали у Венеції Салоніки.
- Абулхайр захопив Хорезм.
- Поширення Єдлінського привілею на Галицьку Русь і Західне Поділля після занепаду Галицько-Волинської держави, що розпочало процеси уніфікації їхнього устрою у відповідності з нормами, що діяли на решті коронних земель[1]. Відтак, на західноукраїнських землях були створені Руське та Подільське воєводства, трохи згодом, Белзьке.

## Народились
- Дезідеріо да Сеттіньяно, італійський скульптор флорентійської школи.